# 西北大学礼堂
西北大学礼堂是中华民国时期东北大学礼堂旧址，位于陕西省西安市碑林区西北大学太白校区内。现为陕西省文物保护单位。
“九一八事变”后，东北大学被迫内迁，先至北平，后随张学良迁到西安。到达西安后的东北大学落脚在现在的西北大学校园，大礼堂就是在此时建造的。张学良还为东北大学在西安的校舍奠基题写了“沈阳设校，经始维艰。自九一八，惨遭摧残。流离燕市，转徙长安。勖尔多士，复我河山。”并立碑纪念，后石碑于内战中毁于胡宗南部队，现在的石碑是学校于1992年根据原碑的拓片重立的。礼堂周围的两排平房同样被保留下来。